# Etymologicum Magnum Romaniae

Etymologicum Magnum Romaniae este o lucrare neterminată a savantului B.P. Hasdeu. Cartea s-a vrut un dicționar etimologic al limbii române. Datorită vastității întreprinderii (a fost descrisă drept „monumentală” și „ciclopică”) și circumstanțelor exterioare, Hasdeu a ajuns doar până la cuvântul „bărbat”, publicând doar patru volume. 

## Geneză
„cel mai uricios din toate sufixele deminutivale, destul de numeroase în limba română, -achi și-a trăit traiul; negreșit, el va rămînea pentru totdeauna în istorie, ca o trăsătură incidentală a unei epoce, dar în viul grai se va păstra pe ici, pe colea numai doară la luarea peste picior.” 
La baza genezei lucrării se afla una din primele sarcini ale Academiei Române, aceea de a crea un dicționar al limbii române. Primele persoane încredințate cu această misiune au fost A.T. Laurian și Ion C. Massim, care au imprimat un caracter latinist demersului. Astfel, ei situau etimologia cuvântului Slatina în stella latina.
În urma criticilor românești și străine și persiflărilor, misiunea redactării unei noi versiuni a dicționarului i-a fost încredințată lui Hasdeu. Acesta însă nu s-a mărginit la cadrul impus de Academie și de regele Carol I demersului, care doreau tipărirea lucrării în șase ani, astfel realizarea ei în proiectul său ar fi trebuit să dureze după unele estimări 150 de ani. Întrucât regele dorea tipărirea lucrării în timpul vieții sale și din cauza intrigilor din academie, în 1897 lui Hasdeu i-a fost retrasă sarcina, laolaltă cu materialul documentar, în lipsa căruia redactarea nu putea continua. Nou redactor a devenit Al. Philippide.
Hasdeu nota despre lucrul la Etymologicum, „în cruda singurătate la care sunt osândit, numai această colosală enciclopediă a poporului român, numai contactul zilnic cu spiritul unei întregi națiuni, numai satisfacțiunea că fac eu singur ceea ce chiar dușmanii mei au recunoscut că nu poate face nimeni, numai aceasta mă scapă de urâtul ce m-ar prăpădi. După vorba unui împărat roman, simțesc că mă fac zeu, și simțind-o - îmi vine a râde.”

## Recepție critică
„Extrem de originală se dovedește concepția lui Hasdeu despre basm, examinat amănunțit în Magnum Etymologicum Romaniae, unde formulează, pentru prima dată în istoria folcloristicii universale, ideea, care va face carieră, a relației dintre miraculos și oniric.” 
Criticul George Călinescu a scris despre Etymologicum că „e o carte desfătătoare de divagație prin folclor și literatură”.
După ce a citit cronicile elogioase din presă, Iulia Hasdeu nota în jurnal: „cred că un individ care nu a studiat în mod special filologia, și care nu se ocupă de așa ceva, dar care vrea să caute vreo indicație asupra unui cuvânt românesc [...], se va încurca în reflecții foarte savante, și neînțelegînd mare lucru, își va pierde răbdarea și va da la o parte cartea înainte de a fi găsit ce căuta”.
Cartea a fost reeditată în 1972 la Editura Minerva și în 1998 la Editura Teora (primul volum), sub îngrijirea lingvistului Grigore Brâncuș.

## Ediții (selecție)
Ediția princeps
- Hasdeu, B. Petriceicu (1886), Etymologicum magnum Romaniae, Tomul 1, București: Editura Socecu
- Hasdeu, B. Petriceicu (1890), Etymologicum magnum Romaniae, Tomul 2, București: Editura Socecu
- Hasdeu, B. Petriceicu (1893), Etymologicum magnum Romaniae, Tomul 3, București: Editura Socecu
- Hasdeu, B. Petriceicu (1898), Etymologicum magnum Romaniae, Tomul 4, București: Editura Socecu

Ediția pagini alese în Biblioteca pentru toți
- Hasdeu, B. P. (1970), Etymologicum magnum Romaniae. [A-Apròd], 1, Colecția Biblioteca pentru toți, nr. 554, București: Editura Minerva, pp. LXXIV, 419
- Hasdeu, B. P. (1970), Etymologicum magnum Romaniae. [Apùc-Băltàg], 2, Colecția Biblioteca pentru toți, nr. 555, București: Editura Minerva, p. 470

Ediția Scrieri în 16 volume
- Hasdeu, Bogdan Petriceicu (2013), Etymologicum magnum Romaniae. [A-Amurțèsc], 12, Ed. îngrijită de Stancu Ilin și Grigore Brâncuș, Chișinău: Editura Știința
- Hasdeu, Bogdan Petriceicu (2013), Etymologicum magnum Romaniae. [Amùși - Ânger], 13, Ed. îngrijită de Stancu Ilin și Grigore Brâncuș, Chișinău: Editura Știința
- Hasdeu, Bogdan Petriceicu (2013), Etymologicum magnum Romaniae. [B - Bîrîìt], 14, Ed. îngrijită de Stancu Ilin și Grigore Brâncuș, Chișinău: Editura Știința